# Caledonotrichia illiesi
Caledonotrichia illiesi is een schietmot uit de familie Hydroptilidae. De soort komt voor in het Australaziatisch gebied.